# Jean-Frédéric Poisson
Pour les articles homonymes, voir Poisson.
Jean-Frédéric Poisson, né le 22 janvier 1963 à Belfort, est un homme politique français.
Il est maire de Rambouillet (Yvelines) de 2004 à 2007 et député de la dixième circonscription des Yvelines entre 2007 et 2017.
En 2013, il est élu président du Parti chrétien-démocrate, fondé par Christine Boutin et renommé Via, la voie du peuple en 2020. À ce titre, Jean-Frédéric Poisson se présente à la primaire de la droite de 2016, finissant en sixième position sur sept candidats.
Après avoir annoncé sa candidature à l'élection présidentielle de 2022, il décide finalement de la retirer pour soutenir Éric Zemmour. Lors des élections européennes de 2024, il se rapproche de Florian Philippot et figure en 3e position sur leur liste commune.

## Situation personnelle

### Origines
Fils d'un technicien dans l'industrie, Jean-Frédéric Poisson grandit dans la Drôme puis dans un quartier HLM de Villeneuve-la-Garenne. Il est l'aîné d'une famille de quatre enfants. Ses parents, bourguignons, sont agnostiques et divorcent alors qu'il a dix ans, en 1973.

### Formation
Décrocheur scolaire, il se prend de passion pour la philosophie en terminale. Il se convertit au catholicisme en plein cours de philosophie, en janvier 1982 : « Ce jour-là, ni apparition, ni illumination, j’ai juste eu la conviction d’être aimé de Dieu, j’ai éprouvé une grande sérénité », dit-il. Il se rapproche alors de l'abbaye de Fontgombault, où il effectue des retraites.
Il obtient en 2001 un doctorat en philosophie de l'université Paris Sorbonne, sous la direction de Pierre Magnard, avec le sujet « Bioéthique, éthique et humanisme : les lois françaises de 1994 ». Il est aussi diplômé de la faculté libre de philosophie de Paris (IPC) et titulaire d'un master 2 de droit social, obtenu en 2011 à l'université de Versailles-Saint-Quentin-en-Yvelines.

### Carrière professionnelle
Il dirige une Maison des jeunes et de la culture (MJC) et une colonie pour enfants de la DDASS. Après une expérience de directeur des ressources humaines dans le secteur de la métallurgie, il prend la tête d'une entreprise de conseil en ressources humaines et dialogue social,.

## Parcours politique

### Débuts avec Christine Boutin
Il entre en politique en 1993, après avoir rencontré Christine Boutin lors d'un colloque. Celle-ci éprouve de l’admiration pour ce thésard travaillant sur la bioéthique et le recrute, décidant d'en faire son proche collaborateur dès le début des années 2000. Il est tour à tour son directeur de campagne, son directeur de cabinet et son suppléant.

### Maire de Rambouillet et député des Yvelines

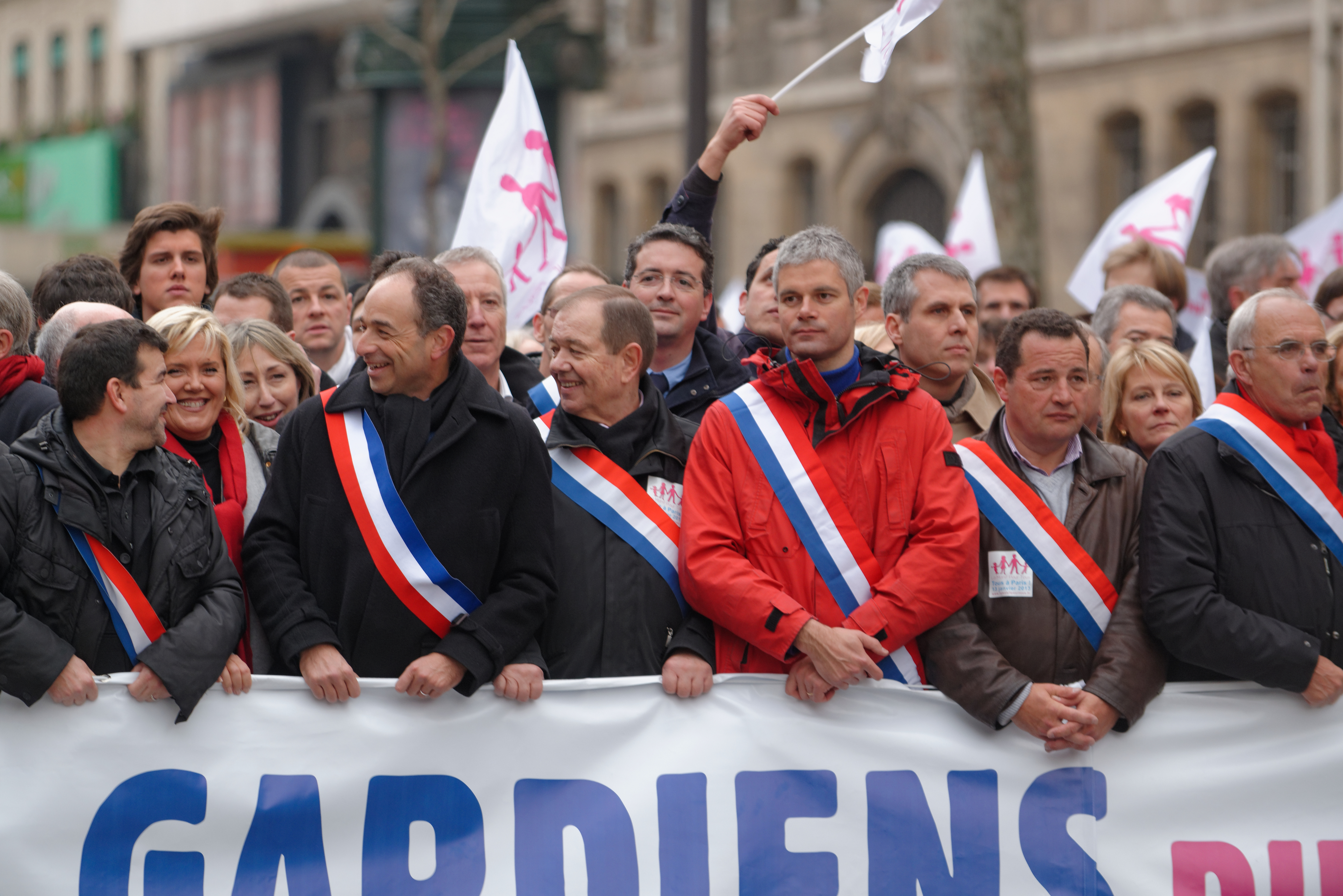
Jean-Frédéric Poisson aux côtés d'élus UMP à la manifestation contre le projet de loi ouvrant le mariage aux couples de même sexe, le 13 janvier 2013 à Paris.

Membre de l'UMP, il est élu maire de Rambouillet (Yvelines) après l'entrée de Gérard Larcher au gouvernement Raffarin III. Celui-ci redevient maire de la ville en juin 2007 et Jean-Frédéric Poisson son adjoint.
Il est suppléant de Christine Boutin, députée sortante pour la 10e circonscription des Yvelines, lors des élections législatives de 2007. Elle l'emporte en obtenant 58,37 % des voix au second tour. À la suite de sa nomination dans le gouvernement Fillon II, il devient député, le 20 juillet 2007. Jean-Frédéric Poisson siège au sein du groupe UMP et à la commission des affaires culturelles, familiales et sociales, où il devient l'un des spécialistes des questions d'emploi. Il est nommé secrétaire national de l'UMP chargé de l'emploi.
À la suite du départ de Christine Boutin du gouvernement et de son choix de ne pas reprendre son siège de députée, une élection partielle est organisée. Jean-Frédéric Poisson est élu député le 27 septembre 2009, face à la candidate écologiste Anny Poursinoff, avec 50,01 % des suffrages, soit cinq voix d'avance. Le taux d'abstention avait été particulièrement élevé : 77,2 % au premier tour et 74,0 % au second. Le 20 mai 2010, le Conseil constitutionnel annule l'élection au motif de la distribution d'un tract à la veille du scrutin et du faible écart de voix (réduit par eux dans leurs deux premiers considérant de cinq à une seule voix à la suite d'erreurs dans le décompte des suffrages).

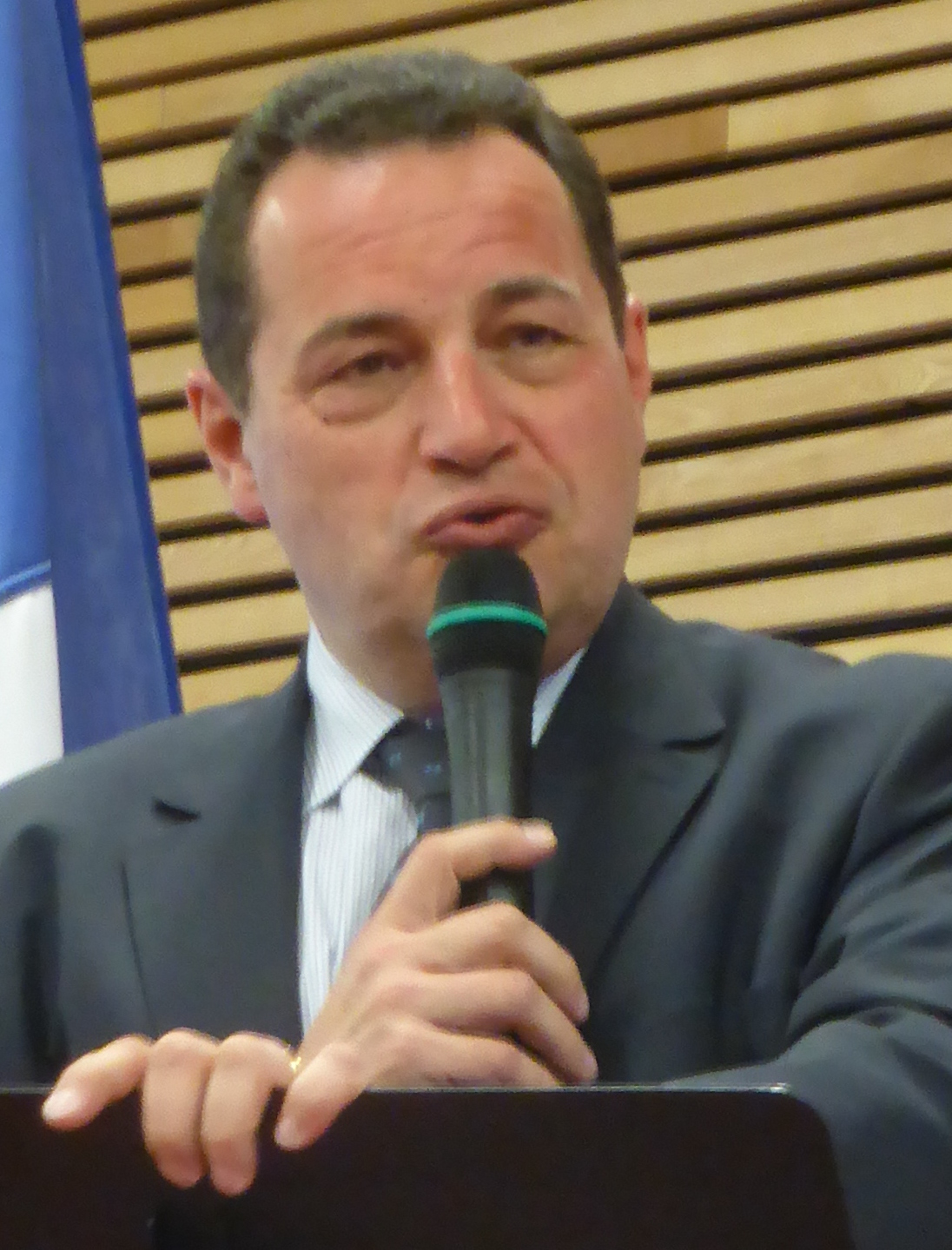
Jean-Frédéric Poisson en 2016.

Une nouvelle élection législative partielle a lieu les 4 et 11 juillet 2010. Jean-Frédéric Poisson est battu au second tour par Anny Poursinoff (Europe Écologie), qui l'emporte avec 51,72 % des voix, toujours dans un contexte de forte abstention (70,58 %).
Jean-Frédéric Poisson est élu aux élections législatives de juin 2012 sur la 10e circonscription des Yvelines avec le soutien de l'UMP, du Parti chrétien-démocrate (PCD), du Parti radical, du Mouvement pour la France, du CNIP, du Nouveau Centre, du Parti libéral démocrate et de France écologie. Il est élu au second tour face à la députée sortante Anny Poursinoff, avec 53,65 % des voix.
Il fait partie des dix-sept députés UMP à voter, en octobre 2012, contre le projet de loi autorisant la ratification du Pacte budgétaire européen. En juin 2013, il est élu vice-président de la commission des lois à l'Assemblée nationale. Il préside également une commission d'enquête relative au financement de l’État islamique, qui rend son rapport en juillet 2016, après six mois de travaux.
À la suite de la démission de Christine Boutin de son poste de présidente du PCD le 9 juillet 2013, il se présente à l'élection de novembre du nouveau président. Il est élu à la tête du parti le 16 novembre en obtenant 73,28 % des suffrages face à Frédéric Delaitre.

### Primaire de la droite et du centre de 2016

Logo de Jean-Frédéric Poisson pour la primaire présidentielle de la droite de 2016, avec le symbole d'un ichthus vertical.

En tant que président du PCD, il se présente à la primaire de la droite et du centre de 2016, organisée pour désigner un candidat à l'élection présidentielle de 2017.
Pendant la campagne, il dénonce la « proximité » d'Hillary Clinton, candidate à l'élection présidentielle américaine, avec les super-financiers de Wall Street » et sa « soumission aux lobbies sionistes ». Ces déclarations conduisent le Conseil représentatif des institutions juives de France à dénoncer des « propos abjects » méritant une « sanction exemplaire ». Saisie par son adversaire Nathalie Kosciusko-Morizet, la Haute autorité de la primaire estime qu'il n'y avait pas lieu de donner suite à la demande d'exclusion du scrutin,.
Terminant sixième (sur sept candidats) à l'issue du premier tour avec 62 346 voix, soit 1,45 % des suffrages, il soutient ensuite François Fillon. En vue du second tour de l'élection présidentielle entre Marine Le Pen et Emmanuel Macron, il refuse le « front républicain », ne donnant pas de consigne de vote.
Au second tour des élections législatives de 2017, la candidate soutenue par La République en marche, Aurore Bergé, l’emporte face à Jean-Frédéric Poisson, investi par LR, avec 64,3 % des suffrages exprimés. Dénonçant la « déloyauté » de cette dernière — précédemment membre de l’UMP puis de LR — et de plusieurs élus de la majorité à Rambouillet qui l’ont soutenue, il quitte le groupe majoritaire au conseil municipal en octobre 2017 et rejoint les non-inscrits,.

### Présidence d’Emmanuel Macron
En octobre 2017, il co-fonde, avec Nicolas Dupont-Aignan, la plateforme « Les Amoureux de la France », destinée à rassembler la droite au-delà des clivages partisans. Mais des tensions apparaissent entre eux. Après avoir été annoncé en troisième position sur une liste commune aux élections européennes de 2019, le président du PCD est écarté et ne prend pas part au scrutin, dénonçant l’absence d’« horizon politique » et le caractère solitaire de Nicolas Dupont-Aignan,.
Jean-Frédéric Poisson participe comme orateur à la Convention de la droite organisée en septembre 2019 par le magazine L’Incorrect et le Cercle Audace. Hostile au projet de loi relative à la bioéthique de 2019, il participe ainsi à la manifestation nationale « Marchons enfants » du 6 octobre 2019.
Aux élections municipales de 2020, Jean-Frédéric Poisson lance avec le PCD des participations à des listes de coalition et d’alliances dans de nombreuses villes, dans l’objectif prioritaire de lutter contre l’implantation de La République en marche au niveau local comme au niveau national. En septembre 2020, il fonde avec Paul-Marie Coûteaux Le Nouveau Conservateur, une revue favorable à « l'union des droites » lancée à 2 600 exemplaires.

### Campagne présidentielle de 2022

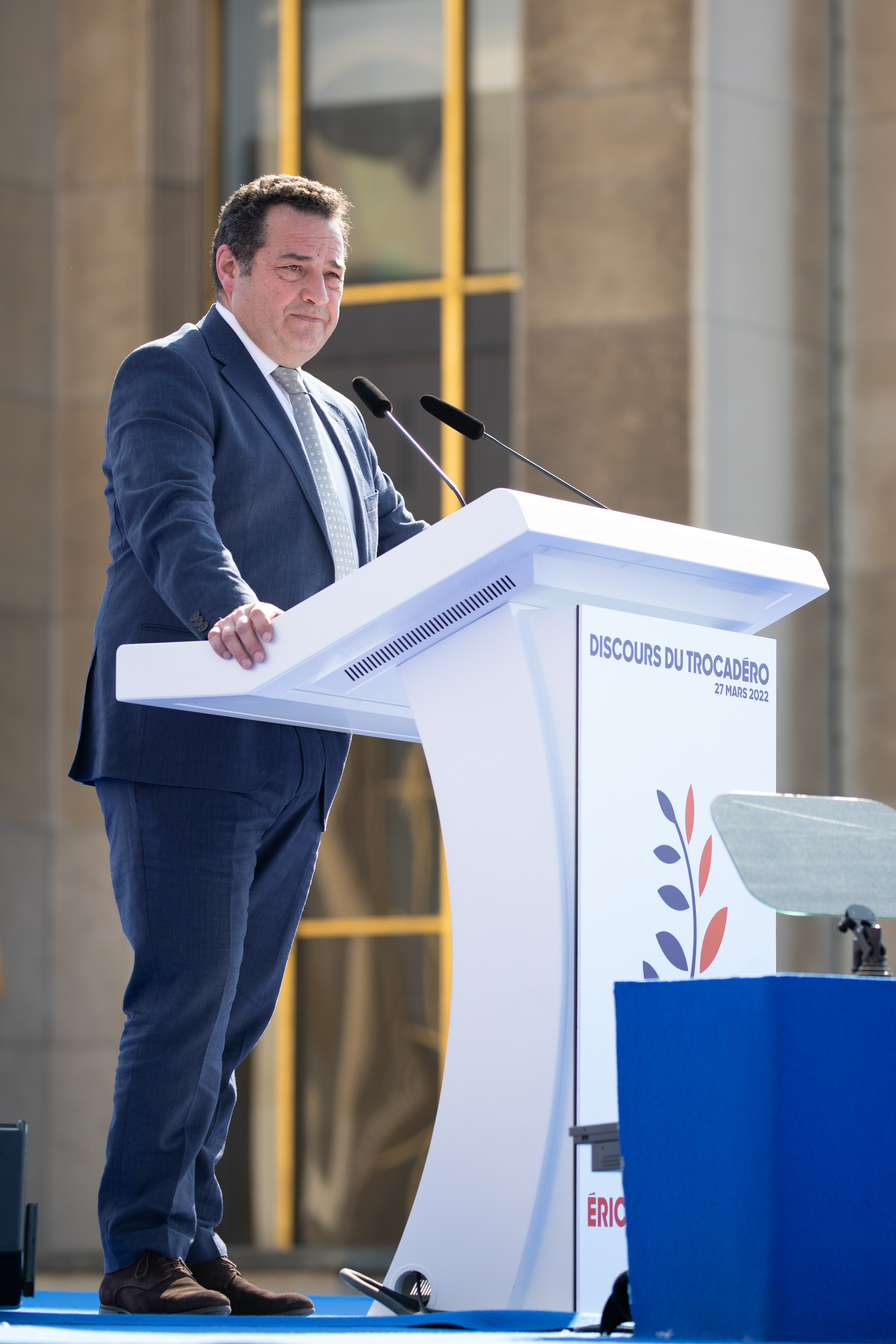
Jean-Frédéric Poisson lors du meeting d'Éric Zemmour en mars 2022 au Trocadéro (Paris).

En juillet 2020, Jean-Frédéric Poisson annonce sa candidature à l'élection présidentielle de 2022. Se présentant comme un candidat « conservateur », il entend défendre la « souveraineté de la France », la décentralisation et la « culture française »,. En octobre suivant, le PCD devient « VIA, la voie du peuple ».
Jean-Frédéric Poisson se dit en septembre 2021 prêt à retirer sa candidature à l'élection présidentielle de 2022 au profit de celle d’Éric Zemmour si celui-ci adopte des éléments de justice sociale dans son programme et crée une organisation politique n’ayant pas vocation à faire disparaître VIA, la voie du peuple. Il rallie effectivement Éric Zemmour le 3 décembre, après la déclaration officielle de candidature de ce dernier.
Au sein de l'équipe de campagne de Zemmour, il assure la direction de la commission d'investiture pour les élections législatives de 2022. Ses rapports avec Éric Zemmour et d'autres membres de l'équipe dirigeante de Reconquête s’enveniment après les élections présidentielle et législatives.

### Élections européennes de 2024
En mars 2024, la presse révèle des dissensions majeures au sein de Reconquête. L'absence, entre autres, de Jean-Frédéric Poisson au premier meeting du parti d'Éric Zemmour pour les élections européennes est remarquée. Il évoque notamment un mépris à l’égard de sujets « fondamentaux » ; « le silence des instances de Reconquête » et appelle dès lors à un « rassemblement de listes souverainistes »,.
Le 4 avril 2024, Jean-Frédéric Poisson annonce que son mouvement VIA, la voie du peuple a trouvé un accord avec Les Patriotes pour former une coalition pour les élections européennes de 2024. Il est placé en 3e position sur la liste de rassemblement conduite par Florian Phillippot.

## Prises de position

### Sujets sociétaux
Le politologue Pascal Perrineau le situe dans la famille conservatrice. Jean-Frédéric Poisson reprend à son compte cette qualification.

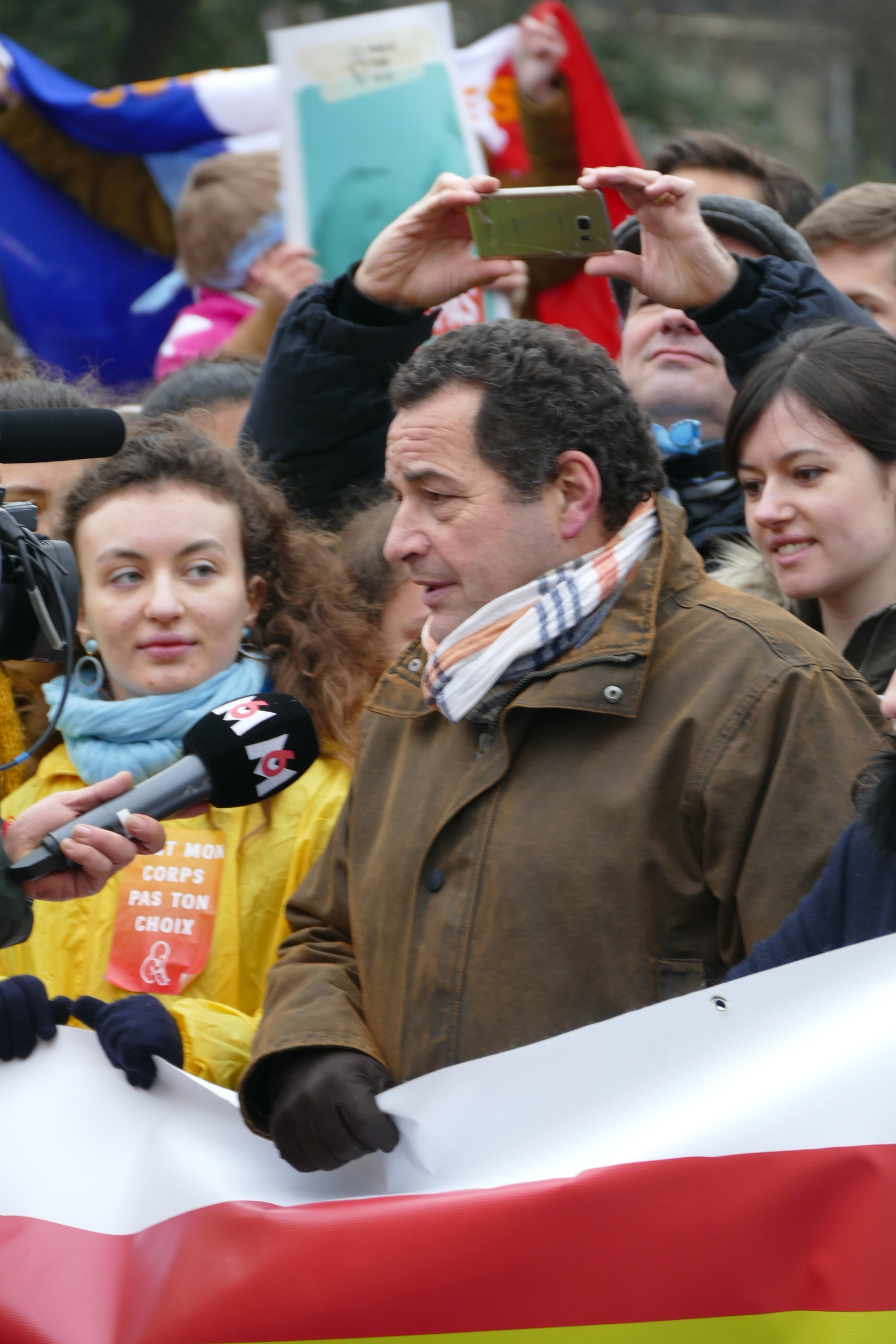
Jean-Frédéric Poisson à la Marche pour la vie 2019.

Proche de la Fondation Jérôme-Lejeune, Jean-Frédéric Poisson se pose en défenseur de la famille traditionnelle ; il est hostile au mariage homosexuel et au renforcement de l'accès à l'avortement.
Il considère que « la France est un pays profondément monarchiste ».
Il est opposé au regroupement familial pour les immigrés ainsi qu'au droit du sol, et souhaite faire inscrire « les racines chrétiennes de la France » dans la Constitution. Il estime que l'islam est incompatible avec la République française et la laïcité.

### Alliances électorales
En 2016, il appelle à « en finir avec le cordon sanitaire autour du FN » et se dit « plus proche sur certains sujets de Marion Maréchal que de Nathalie Kosciusko-Morizet ». Il est cependant défavorable à « des alliances politiques avec le Front national » mais en faveur d’un rapprochement avec Debout la France de Nicolas Dupont-Aignan. Alors qu’il est devenu un fervent partisan de l’« union des droites », son parti s'allie avec le Rassemblement national dans quelques villes lors des élections municipales de 2020,.

### Question économiques
Considéré comme protectionniste et partisan d'une politique sociale, il est favorable au revenu universel et s'oppose au travail le dimanche.

### Libertés publiques
En 2016, lors des débats à l'Assemblée nationale sur la prolongation de l'état d'urgence (mis en place après les attentats de 2015), il déclare : « Il y a longtemps que je ne suis plus convaincu de son efficacité. […] Son efficacité s'est concentrée sur les toutes premières semaines de sa mise en œuvre » ; il indique y voir « la limite du système de réponse uniquement sécuritaire ». Avec 30 autres députés issus de la gauche et de l'extrême gauche, il vote contre cette prolongation.
Dans le cadre de la pandémie de Covid-19, il proteste contre la décision du gouvernement de maintenir l’interdiction des célébrations cultuelles malgré le déconfinement engagé à partir du 11 mai 2020, et se joint à des associations pour déposer un référé liberté contre la légalité de cette mesure. Le Conseil d’État leur donne raison et contraint le gouvernement à assouplir ses critères encadrant l’interdiction des célébrations cultuelles.

### Politique étrangère
Il soutient la candidature de Donald Trump à l'élection présidentielle américaine de 2016, « pour les intérêts français et pour l’équilibre international », et critique la « dépendance d'Hillary Clinton avec Wall Street »,. Il émet cependant des réserves sur Trump en raison de ses « frasques personnelles ».
En 2015, il rencontre à deux reprises le président syrien Bachar el-Assad. Tout en émettant des réserves sur son régime, il déclare souhaiter son aide pour lutter contre l'État islamique et assurer la protection des chrétiens d'Orient,.

## Détail des mandats et fonctions
- 25 juin 1995 – juillet 2021 : conseiller municipal de Rambouillet (Yvelines)
- 19 mars 2001 – 6 juillet 2004 ; 18 juin 2007 – mars 2014 : adjoint au maire de Rambouillet
- 7 juillet 2004 – 17 juin 2007 : maire de Rambouillet
- Premier vice-président de la communauté de communes des plaines et forêts d'Yveline (devenue Rambouillet Territoires en 2015), puis président du 1er janvier 2009 au 9 janvier 2017
- 20 juillet 2007 – 24 juillet 2009 ; 28 septembre 2009 - 20 mai 2010 ; 20 juin 2012 - 20 juin 2017 : député de la 10e circonscription des Yvelines

## Synthèse des résultats électoraux

### Primaire présidentielle
| Année | Parti | Parti | 1er tour | 1er tour | 1er tour | Issue   |
| Année | Parti | Parti | Voix     | %        | Rang     | Issue   |
| ----- | ----- | ----- | -------- | -------- | -------- | ------- |
| 2016  |       | PCD   | 62 346   | 1,45     | 6e       | Éliminé |

### Élections législatives
| Année | Parti  | Parti | Circonscription  | 1er tour | 1er tour | 1er tour | 2d tour | 2d tour | 2d tour |
| Année | Parti  | Parti | Circonscription  | Voix     | %        | Rang     | Voix    | %       | Issue   |
| ----- | ------ | ----- | ---------------- | -------- | -------- | -------- | ------- | ------- | ------- |
| 2009  |        | PCD   | 10e des Yvelines | 9 993    | 43,93    | 1er      | 12 804  | 50,01   | Élu     |
| 2010  | 10 909 | PCD   | 10e des Yvelines | 40,71    | 2e       | 14 104   | 48,28   | Battu   |         |
| 2012  | 18 357 | PCD   | 10e des Yvelines | 34,65    | 2e       | 28 041   | 53,65   | Élu     |         |
| 2017  | 9 434  | PCD   | 10e des Yvelines | 19,12    | 2e       | 14 084   | 35,25   | Battu   |         |

## Ouvrages
- Le Mythe bioéthique (ouvrage collectif), Bassano, Paris, 2000.
- Pierre Magnard (dir.), Le Mouvement bioéthique et les Conditions de possibilité de l'éthique : l'exemple des lois françaises de 1994 (thèse de doctorat en philosophie), Paris, université Paris-4, 2001.
- Bioéthique, éthique et humanisme : les lois françaises de 1994 (thèse de doctorat remaniée), Bordeaux, Les Études hospitalières (LEH), coll. « Thèses », 2003, 412 p. (ISBN 978-2-84874-001-0).
- Bioéthique, éthique et humanisme, LEH, Bordeaux, 2004.
- La Dignité humaine, Bordeaux, LEH, 2005.
- Bioéthique : l'homme contre l'homme ?, Presses de la renaissance, Paris, 2007.
- Rapport sur la négociation collective et les branches professionnelles, La Documentation française, 2009.
- Personne ne doit mourir seul, éditions universitaires, 2015  (ISBN 978-2-7113-0553-7).
- Notre sang vaut moins cher que leur pétrole : la France à l'épreuve du Proche-Orient, éditions du Rocher, 2016.
- L'Islam à la conquête de l'Occident : la stratégie dévoilée, éditions du Rocher, 2018.
- La Voix du peuple, Monaco/58-Clamecy, éditions du Rocher, 2020, 220 p. (ISBN 978-2268104393).
- La macronie et l'islamisme : 5 ans de lâchetés, Paris/14-Condé-en-Normandie, Paris, 2022, 144 p. (ISBN 978-2846213288).